# 蛯原哲
蛯原 哲（えびはら さとし、1974年（昭和49年）7月15日 - ）は、日本テレビのエグゼクティブアナウンサー。

## 来歴
茨城県取手市出身。茗溪学園高等学校、獨協大学法学部卒業。
高校まで軟式野球をしていたが、獨協大学では硬式野球部に4年間所属。スポーツが好きで喋る仕事がしたいと考えスポーツアナウンサーを目指した。部活動と両立しながらアナウンサー養成学校に通う。
1997年、日本テレビに入社。
2007年、2011年、2013年と通算3回で『スーパーボウル』の実況を担当。『24時間テレビ』では2010年のはるな愛、2013年の大島美幸（森三中）、2014年の城島茂（TOKIO）、2015年のDAIGO（BREAKERZ）、2016年の林家たい平、2017年のブルゾンちえみ、2018年のみやぞん（ANZEN漫才）、2022年の兼近大樹（EXIT）、2023年のヒロミ、2024年のやす子のチャリティー・マラソン、2011年の同番組では盲目の少女とイモトアヤコによるキリマンジャロ登頂、2015年の同番組では宮川大輔と車椅子の少年によるフランス・パリで行われた「バスタブ祭り」の実況（後者は事前収録のため録音）を担当した。
また、2011年5月5日の読売ジャイアンツ対阪神タイガース戦では小笠原道大の通算2000安打、2012年9月23日の読売ジャイアンツ対東京ヤクルトスワローズ戦では大田泰示のプロ入り初本塁打 、2020年11月8日の読売ジャイアンツ対東京ヤクルトスワローズ戦では坂本勇人の通算2000安打をそれぞれを実況した。
読売ジャイアンツのシーズン開幕戦（開催が東京ドームの場合のみ）実況は2013年3月29日の読売ジャイアンツ対広島東洋カープ戦（入社以来初の開幕戦実況）、2014年3月28日の読売ジャイアンツ対阪神タイガース戦、2015年3月27日の読売ジャイアンツ対横浜DeNAベイスターズ戦を担当（実況を担当した開幕戦での巨人の成績は3戦全勝）。ただし日本シリーズの実況は2024年シーズン終了時点で1度も経験していない。
『新春スポーツスペシャル箱根駅伝』では第85回大会から第89回大会までと、第93回大会と第94回大会は2号車、第95回大会からは先輩の河村亮に代わり1号車を担当。第90回大会から第92回大会まで往路フィニッシュ、復路スタート・フィニッシュの実況を担当。第87回大会での最終10区の日本橋からの中継では上武大学のアンカー・地下翔太の走りと上武大学駅伝部監督・花田勝彦の鼓舞に感極まりながら実況した。2015年の第91回大会と2016年の第92回大会では青山学院大学の往路及び総合優勝の瞬間を2年連続で伝えた。2025年の第101回大会からは、歴代最長の10年間務めてきた平川健太郎に代わり7代目センター実況を担当。

## プロフィール、エピソードなど
人物
- 家族構成 : 2000年に結婚した妻、二人の子の4人家族。長男はテレビ新潟放送網アナウンサーの蛯原大河[13]。
- 趣味・特技 : 野球観戦、ゴルフ、スポーツジム通い[14]
- 血液型 AB型
- バラエティ番組への画面出演はそれほど多くなく（ナレーションや『笑点』の副音声解説放送は何度かある）、『笑点』のアナウンサー大喜利に数回参加しているほか、ウッチャンナンチャン司会のバラエティ番組・『ウッチャンナンチャンのウリナリ!!』に1998年頃に数回、河村が夏休みのときに出演した程度である。
- 同じく先輩アナの藤井貴彦に代わって『ズームイン!!サタデー』の総合司会を過去2回代行したことがある。

オリンピック実況でのエピソード
2012年の『ロンドンオリンピック』では、開会式、ウェイトリフティング、バドミントン、レスリングの実況を担当し、ウェイトリフティングでは女子48kg級の三宅宏実の銀メダル、バドミントンでは女子ダブルスの藤井瑞希・垣岩令佳組の銀メダル、レスリングでは女子フリースタイル48kg級の小原日登美、同55kg級の吉田沙保里、男子フリースタイル66kg級の米満達弘の金メダル獲得の瞬間を伝えた。しかし、小原が優勝した瞬間の実況では日本テレビに「最近少なくなった心の通った実況で感動が倍増した」と感謝する声が上がる中、一部では「入れ込みすぎではないか」という苦情もあった。
また、2020年東京オリンピックでは男女7人制ラグビーとレスリングを担当し、レスリングでは女子フリースタイル62kg級の川井友香子の金メダル獲得の瞬間を伝えた。

## 出演
太字は出演中

### テレビ
- プロレスリングNOAH中継
- スポーツ中継
- 世界の果てまでイッテQ!（世界で一番盛り上がるのは何祭り？、実況）
- ぐるぐるナインティナイン （大物マグロ釣りリベンジin湘南、司会進行）
- 日テレNEWS24（不定期）
- さわやかニッポン
- スポんちゅ（月〜木　23:55 - ）キャスター
- NNNニュースプラス1（スポーツコーナー、1998年4月13日 - 2000年9月29日）
- ウッチャンナンチャンのウリナリ!!（一時期、先輩の河村亮の代わりに進行担当）
- 独占!スポーツ情報（フランスで取材中の矢島学の代わりにスポーツコーナー担当）
- 未来創造堂（ナレーション）
- 小熊のベア部屋（ナレーション）
- ズームイン!!サタデー（2021年4月3日 - 2025年3月29日）スポーツキャスター
- 超ジャイアンツ（日テレジータス、2022年4月4日 - ）超アシスタント

### テレビドラマ
- 天才バカボン2(2017年1月6日) - 福男レース実況

### テレビアニメ
- 風が強く吹いている（2019年、アナウンサー）

### ゲーム
- THE BASEBALL2003 バトルボールパーク宣言（ベンチリポーターとして出演。声のみ）